# Fiera nazionale di Galatina
La Fiera nazionale di Galatina era una delle principali fiere pugliesi e mediterranee con sede a Galatina e si teneva annualmente dal 26 al 30 giugno.

## Storia
La fiera nasce come Mostra mercato del commercio, dell'industria e dell'artigianato il 26 giugno 1949, per una felice intuizione del professore Carmelo Faraone e del sindaco di allora   Luigi Vallone come vetrina per la produzione industriale e artigianale e per lo sviluppo del commercio in tutto il salento. 
Venne dapprima ospitata presso l'edificio scolastico di piazza Fortunato Cesari. Dal 1977  la mostra mercato divenne Fiera nazionale di Galatina.

## Struttura
La fiera crescendo negli anni ha necessità di una struttura dedicata e così nel 1979 si iniziano i lavori del Quartiere Fieristico nella periferia nord della città.
Nel 1984, in coincidenza della XXXV edizione, viene inaugurata la nuova sede alla presenza del vicepresidente del senato Giorgio De Giuseppe e del sindaco Beniamino De Maria.
Nel 1995 la gestione viene affidata all'Ente Autonomo Fiere di Verona e viene poi costituito dall'amministrazione comunale l'Ente  Fiera di Galatina e del Salento con la partecipazione dell'amministrazione provinciale e della Camera di commercio.

## Esposizioni
Il Quartiere Fieristico di Galatina ha una superficie complessiva di 31.000 m2 di cui 11.000 m2 di superficie coperta (padiglioni e palazzina uffici).
Sempre presso il Quartiere Fieristico di Galatina si svolgono importanti manifestazioni in tema di matrimoni e abiti da sposa di alta moda.
Nel 2007 sempre presso la Fiera si è tenuta una delle più significative tappe del Motor-Show del Salento che ha visto la partecipazione di numerosi piloti nazionali e internazionali che ha avuto un enorme successo per il pubblico numerosissimo accorso e per lo spettacolo offerto dalle auto-sportive in gara.